# Saljut 3
Saljut 3 (ryska: Салют-3) eller OPS-2, var en sovjetisk rymdstation som sköt upp från Kosmodromen i Bajkonur, den 25 juni 1974, med en Proton-raket. Den var den första fungerande Almaz-stationen. Almaz var en serie militära rymdstationer, som dock gick under täckmanteln att vara vanliga icke-militära Saljut-stationer.
Rymdstationen återinträdde i jordens atmosfär den 24 januari 1975 och brann upp.

## Självförsvar
Under den tid Sojuz 14 var dockad vid stationen genomfördes tre testskjutningar med ett Nudelman-Richter-vapen. Målet var en satellit.

## Farkoster som besökt stationen
| Farkost  | Dockning                     | Besättning                     |
| -------- | ---------------------------- | ------------------------------ |
| Sojuz 14 | 3 juli - 19 juli 1974        | Jurij Artiuchin Pavel Popovitj |
| Sojuz 15 | 26 augusti - 28 augusti 1974 | Lev Demin Gennadij Sarafanov   |
| Sojuz 15 | Dockningen misslyckades      |                                |

### Fotnoter
1. ↑  ”NASA Space Science Data Coordinated Archive” (på engelska). NASA. https://nssdc.gsfc.nasa.gov/nmc/spacecraft/display.action?id=1974-046A. Läst 22 mars 2020.
2. ↑  Manned Astronautics - Figures & Facts Arkiverad 4 mars 2016 hämtat från the Wayback Machine., läst 15 juli 2016.